# Zagiridia alamotralis
Zagiridia alamotralis là một loài bướm đêm trong họ Crambidae.